# Xperia 1 (SoftBank)
SoftBankブランドにおけるXperia 1（エクスペリア ワン）は、ソニーモバイルコミュニケーションズによって開発された、SoftBankの第3.9世代移動通信システム、Hybrid 4G LTE (SoftBank 4G/SoftBank 4G LTE) スマートフォンである。SoftBank スマートフォンシリーズのひとつ。モデル番号は802SO。

## 概要
本機種はXperia 1の日本国内ローカライズモデルであり、Xperiaシリーズのフラッグシップモデルとなる。2019年夏の新商品の1つとして発売された。2019年6月14日発売。
21:9比率の世界初4K2HDR対応有機ELディスプレイを搭載している。カメラではXperia初のトリプルレンズカメラで標準、望遠、超広角に切り替えることができる。またスマートフォンとしては世界初の瞳AFに対応した。
また、RAM容量に関しても、Xperia XZ3 (SoftBank)の4GBから6GBに増強されている。
ボディカラーには	ブラック、ホワイト、パープルを用意するが、グローバルモデルには展開されているグレーは用意していない。

## 主な機能
| 主な対応サービス               | 主な対応サービス             | 主な対応サービス             | 主な対応サービス                                   |
| ------------------------------ | ---------------------------- | ---------------------------- | -------------------------------------------------- |
| タッチパネル                   | 4K2HDR対応有機ELディスプレイ | フルブラウザ                 | Hybrid 4G LTE (SoftBank 4G/SoftBank 4G LTE) /VoLTE |
| バッテリー容量 3200mAh         | テザリング                   | Wi-Fi                        | GPS                                                |
| 1220万画素トリプルレンズカメラ | ワンセグ／フルセグ           | デジタルオーディオプレーヤー | おサイフケータイ／NFC                              |
| Bluetooth                      | 緊急速報メール               | 防水／防塵                   |                                                    |

## 歴史
- 2019年2月26日（現地時間） - スペイン・バルセロナの携帯電話展示会「Mobile World Congress 2019」にてソニーモバイルコミュニケーションズよりグローバルモデル発表。この時点で日本国内での販売も予告されていた
- 2019年5月10日 - ソフトバンク、およびソニーモバイルコミュニケーションズジャパンより公式発表。
- 2019年6月14日 - 発売開始。
- 2020年1月16日 - Android 10へのアップデート配信開始。